# Mixocera oleagina
Mixocera oleagina är en fjärilsart som beskrevs av W. Warren 1897. Mixocera oleagina ingår i släktet Mixocera och familjen mätare. Inga underarter finns listade i Catalogue of Life.